# Megabulbus sansan
Megabulbus sansan là một loài nhện trong họ Oonopidae.
Loài này thuộc chi Megabulbus. Megabulbus sansan được Michael Saaristo miêu tả năm 2007.